# Ajaman
Ajaman (ou Ajaiman, Ajama) est une localité du Cameroun située dans la Région du Sud-Ouest et le département de la Manyu. Elle est rattachée administrativement à la commune d'Eyumodjock et au canton d'Eyumodjock rural.

## Population
La localité comptait 60 habitants en 1953, 102 en 1967, principalement Ejagham).
Lors du recensement de 2005 on y a dénombré 823 personnes.